# 小池芳弘
小池 芳弘（こいけ よしひろ、1998年7月6日 - ）は、日本棋院東京本院所属の囲碁棋士。七段。神奈川県出身、高林拓二七段門下。主な実績に第44期新人王戦準優勝、第13・17・18回若鯉戦準優勝など。

## 経歴
小学校に入学する直前、父が対局しているのを見て興味を持ち、囲碁を始めた。アマ初・二段程度の棋力の父に囲碁を教わり、小学3年生の頃には父と同じ棋力にまで上達した。その後高林拓二の内弟子となり、ほどなくして日本棋院の院生となる。2015年、夏季棋士採用試験の対象である4 - 6月の院生研修総合1位により、入段を決めた。同年9月1日、17歳で入段。
2016年、入段2年目ながら初参加の棋聖戦（第41期）でファーストトーナメントを制しCリーグに進出した。Cリーグでは3勝2敗の残留。また、第3回ゆうちょ杯囲碁ユース選手権ではベスト4まで進出した。
2017年、第42期棋聖戦Cリーグで4勝1敗の成績を残し、Bリーグに昇格。
2018年、第43期棋聖戦Bリーグでは4勝3敗で残留。また、第44期名人戦・第74期本因坊戦ではいずれも最終予選まで進出した。第13回若鯉戦では決勝戦まで進出したものの、11月18日、富士田明彦六段に敗れ初タイトル獲得はならず。2018年の年間成績は36勝12敗で、勝率 .7500 は同年の日本棋院棋士第3位。4月5日から8月2日にかけては19連勝を記録しており、第52回棋道賞連勝賞を受賞した。
2019年、第44期新人王戦においても決勝戦に進出。孫喆七段との決勝三番勝負に臨んだものの、10月7日、0勝2敗で敗退。また、第45期碁聖戦で自身初の七大タイトル本戦進出を果たしたものの、11月7日、1回戦で河野臨九段に敗退。第14回若鯉戦ではベスト4。第44期棋聖戦ではBリーグで依田紀基九段・小林覚九段らに勝利し残留。翌年の第45期棋聖戦、翌々年の第46期棋聖戦ではBリーグを維持したが、2021年に行われた第47期棋聖戦では2勝5敗でCリーグ降格。
2022年、第48期名人戦で最終予選決勝まで進出したが、張栩九段に敗れてリーグ入りを逃す。また、第17回若鯉戦では決勝戦まで進出したものの、上野愛咲美若鯉杯に敗れ準優勝。同年は41勝13敗（勝率 0.7593）の成績を残し、第56回棋道賞勝率第1位賞を受賞した。
2024年、第79期 本因坊戦 本戦ベスト8。
2025年、第80期 本因坊戦 本戦ベスト8。第50期 碁聖戦 本戦ベスト8。

## 人物・エピソード
- 高林の内弟子になってからプロ入りを果たすまでは、テレビを見たりゲームをしたりすることもなく、自宅に帰るのもお盆と正月の数日程度という生活を送った。そうした生活についても、小池本人は「好きな囲碁がずっとできるならいいかな」と思っていたといい、父も高林を全面的に信用していたという[1]。
- 小池は高林門下であると同時に、洪清泉が主宰する洪道場の出身でもある。洪は小池について「とても温かくて面白い男」「大変な努力家です。プロ棋士になっても院生のときと同じように勉強を続けています」と語っている[19]。

## 棋歴

### 良績等
- 新人王戦 準優勝（第44期=2019年度）
- 若鯉戦 準優勝（第13・17・18回）、ベスト4（第14回）

### 受賞歴
- 棋道賞勝率第1位賞 1回（2022年度）
- 棋道賞連勝賞  1回（2018年度）

### 昇段履歴
- 2015年9月1日 入段[20]（夏期棋士採用 総合1位）
- 2017年2月1日 二段[21]（賞金ランキング 初段1位）
- 2018年1月1日 三段[22]（賞金ランキング 二段1位）
- 2019年1月1日 四段[23]（賞金ランキング 三段2位）
- 2020年1月1日 五段[24]（賞金ランキング 四段2位）
- 2021年1月1日 六段[25]（賞金ランキング 五段1位）
- 2022年1月1日 七段[26]（賞金ランキング 六段1位）